# Maurer Rides
Maurer Rides GmbH – założone w 1876 roku niemieckie przedsiębiorstwo z siedzibą w Monachium zajmujące się budową urządzeń rozrywkowych (m.in. kolejek górskich), a także konstrukcji stalowych, taśmociągów i systemów transportu pasażerskiego (m.in. mała kolej automatyczna).

## Historia
Przedsiębiorstwo zostało założone w 1876 roku.
W 1992 roku firma Maurer Rides weszła do branży kolejek górskich, przejmując przedsiębiorstwo BHS, budujące roller coastery zaprojektowane przez nieistniejącą już firmę Schwarzkopf, do których do dziś produkuje części zamienne.

## Oferta
W roku 2025 Maurer Rides posiadała następujące modele kolejek górskich w ofercie:
| Nazwa                  | Rodzaj      | Pierwsza instalacja      | Pierwsza instalacja          | Pierwsza instalacja     | Pierwsza instalacja | Liczba Instalacji |
| ---------------------- | ----------- | ------------------------ | ---------------------------- | ----------------------- | ------------------- | ----------------- |
| Wild Maus              | rodzinne    | Kopermijn                | Holandia                     | Drievliet Family Park   | 1996                | 16                |
| Spinning Coaster       | rodzinne    | Spinning Coaster Maihime | Japonia                      | Tokyo Dome City         | 2000                | 26                |
| Custom                 | rodzinne    | Twistrix                 | Holandia                     | Drievliet Family Park   | 2001                | 1                 |
| Spike                  | rodzinne    | Sky Dragster             | Niemcy                       | Skyline Park            | 2017                | 4                 |
| Custom Looping Coaster | ekstremalne | Venus GP                 | Japonia                      | Space World             | 1996                | 1                 |
| SkyLoop                | ekstremalne | Sky Wheel                | Niemcy                       | Skyline Park            | 2004                | 10                |
| X-Car                  | ekstremalne | G Force                  | Wielka Brytania              | Drayton Manor           | 2005                | 8                 |
| R-Car                  | ekstremalne | Fiorano GT Challenge     | Zjednoczone Emiraty Arabskie | Ferrari World Abu Dhabi | 2010                | 1                 |

## Zaprojektowane kolejki górskie
Do 2025 roku włącznie firma Maurer Rides zaprojektowała 69 kolejek górskich (87 łącznie z przeniesionymi):
| Nazwa                                          | Model                         | Park                         | Park                                | Rok  | Status       |
| ---------------------------------------------- | ----------------------------- | ---------------------------- | ----------------------------------- | ---- | ------------ |
| Venus GP                                       | Custom Looping Coaster        | Japonia                      | Space World                         | 1996 | przeniesiona |
| Kopermijn                                      | Wild Maus / Left              | Holandia                     | Drievliet Family Park               | 1996 | działa       |
| Wilde Maus                                     | Wild Maus / Right             | Austria                      | Wiener Prater                       | 1996 | przeniesiona |
| Crazy Mine                                     | Wild Maus / Left              | Niemcy                       | Hansa-Park                          | 1997 | działa       |
| Wild Mouse                                     | Wild Maus / Right             | Wielka Brytania              | Flamingo Land                       | 1997 | przeniesiona |
| Rattlesnake                                    | Wild Maus / Left              | Wielka Brytania              | Chessington World of Adventures     | 1998 | działa       |
| Wild Mouse                                     | Wild Maus / Right             | Wielka Brytania              | Dreamland (park rozrywki)           | 1998 | przeniesiona |
| Wild Mouse                                     | Wild Maus / Left              | Stany Zjednoczone            | Lagoon                              | 1998 | działa       |
| Road Runner Express                            | Wild Maus / Right             | Stany Zjednoczone            | Kentucky Kingdom                    | 2000 | przeniesiona |
| Marsh Mayhem                                   | Wild Maus / Right             | Stany Zjednoczone            | Wild Adventures                     | 2000 | działa       |
| Wild Mouse                                     | Wild Maus / Right             | Stany Zjednoczone            | Dorney Park                         | 2000 | działa       |
| Spinning Coaster Maihime                       | Spinning Coaster / Compact    | Japonia                      | Tokyo Dome City                     | 2000 | przeniesiona |
| Speedy                                         | Spinning Coaster / Compact    | Niemcy                       | Karls Erlebnis-Dorf Oberhausen      | 2001 | przeniesiona |
| Twistrix                                       | Custom                        | Holandia                     | Drievliet Family Park               | 2001 | działa       |
| Winjas                                         | Spinning Coaster / SC 3000    | Niemcy                       | Phantasialand                       | 2002 | działa       |
| Wild Mouse                                     | Wild Maus / Left              | Stany Zjednoczone            | Jolly Roger Amusement Park          | 2002 | przeniesiona |
| Spider                                         | Spinning Coaster / SC 2000    | Stany Zjednoczone            | Lagoon                              | 2003 | działa       |
| Whirlwind                                      | Spinning Coaster / SC 2000    | Wielka Brytania              | Camelot Theme Park                  | 2003 | przeniesiona |
| Star Wars                                      | Spinning Coaster / ?          | Rosja                        | Диво Остров                         | 2003 | usunięta     |
| Wild Storm                                     | Spinning Coaster / Compact    | Korea Południowa             | O-World                             | 2003 | działa       |
| Dragon’s Fury                                  | Spinning Coaster / SC 3000    | Wielka Brytania              | Chessington World of Adventures     | 2004 | działa       |
| Spinball Whizzer                               | Spinning Coaster / SC 2200    | Wielka Brytania              | Alton Towers                        | 2004 | działa       |
| Steel Dragon                                   | Spinning Coaster / SC 2000    | Stany Zjednoczone            | Waldameer                           | 2004 | działa       |
| Whirlwind                                      | Spinning Coaster / SC 2000    | Stany Zjednoczone            | Seabreeze                           | 2004 | działa       |
| Xtreme                                         | Spinning Coaster / SC 2000    | Holandia                     | Drievliet Family Park               | 2004 | przeniesiona |
| Sky Wheel                                      | SkyLoop / XT 150              | Niemcy                       | Skyline Park                        | 2004 | działa       |
| Twister                                        | Spinning Coaster / SC 3000    | Liban                        | Habtoorland                         | 2004 | przeniesiona |
| G Force                                        | X-Car / Vertical              | Wielka Brytania              | Drayton Manor                       | 2005 | usunięta     |
| Rat                                            | Wild Maus / Right             | Wielka Brytania              | Loudoun Castle                      | 2005 | przeniesiona |
| Tarántula                                      | Spinning Coaster / SC 3000    | Hiszpania                    | Parque de Atracciones de Madrid     | 2005 | działa       |
| Abismo                                         | SkyLoop / XT 450              | Hiszpania                    | Parque de Atracciones de Madrid     | 2006 | działa       |
| Wilde Maus                                     | Wild Maus / Right             | Arabia Saudyjska             | Al Hokair Land Theme Park           | 2006 | usunięta     |
| X Coaster                                      | SkyLoop / XT 150              | Stany Zjednoczone            | Magic Springs Theme and Water Park  | 2006 | działa       |
| Xtreme                                         | Spinning Coaster / SC 2000    | Stany Zjednoczone            | Dixie Landin'                       | 2007 | przeniesiona |
| Formule X                                      | X-Car / Launch Coaster        | Holandia                     | Drievliet Family Park               | 2007 | działa       |
| Crush's Coaster                                | Spinning Coaster / ?          | Francja                      | Disneyland Resort Paris             | 2007 | działa       |
| Wilde Maus                                     | Wild Maus / Left              | Francja                      | Fabrikus World                      | 2007 | przeniesiona |
| Wilde Maus                                     | Wild Maus / Left              | Rosja                        | Attrapark                           | 2007 | przeniesiona |
| Salama                                         | Spinning Coaster / SC 3000    | Finlandia                    | Linnanmäki                          | 2008 | działa       |
| Wild Mouse                                     | Wild Maus / Left              | Stany Zjednoczone            | Funtown Splashtown U.S.A.           | 2009 | działa       |
| Hollywood Rip, Ride, Rockit                    | X-Car / Music                 | Stany Zjednoczone            | Universal Studios Florida           | 2009 | działa       |
| Spinning Coaster                               | Spinning Coaster / Compact    | Węgry                        | Holnemvolt Park                     | 2009 | usunięta     |
| Fiorano GT Challenge                           | R-Car                         | Zjednoczone Emiraty Arabskie | Ferrari World Abu Dhabi             | 2010 | działa       |
| Dream Coaster                                  | X-Car / Vertical              | Irak                         | Dream City                          | 2010 | działa       |
| Holly's Wilde Autofahrt                        | Wild Maus / Right             | Niemcy                       | Holiday Park                        | 2010 | przeniesiona |
| Freischütz                                     | X-Car / Flying Launch Coaster | Niemcy                       | Bayern-Park                         | 2011 | działa       |
| Naga Bay                                       | Spinning Coaster / SC 3000    | Belgia                       | Bobbejaanland                       | 2011 | działa       |
| Cagliostro                                     | Spinning Coaster / SC 3000    | Włochy                       | MagicLand                           | 2011 | działa       |
| Shock                                          | X-Car / Launch Coaster        | Włochy                       | MagicLand                           | 2011 | działa       |
| Wilde Maus                                     | Wild Maus / Left              | Francja                      | Antibes Land                        | 2011 | przeniesiona |
| Ukko                                           | SkyLoop / XT 150              | Finlandia                    | Linnanmäki                          | 2011 | działa       |
| Spinner                                        | Spinning Coaster / Compact    | Szwecja                      | Skara Sommerland                    | 2011 | działa       |
| Gotham City Gauntlet Escape from Arkham Asylum | Wild Maus / Right             | Stany Zjednoczone            | Six Flags New England               | 2011 | działa       |
| Buzzsaw                                        | SkyLoop / XT 150              | Australia                    | Dreamworld                          | 2011 | przeniesiona |
| Clouds of Fairyland                            | SkyLoop / XT 150              |                              | Joyland                             | 2011 | działa       |
| Hidden Anaconda                                | SkyLoop / XT 150              |                              | Happy Valley Hongshan               | 2012 | działa       |
| Terror Twister                                 | SkyLoop / XT 150              |                              | Fantawild Adventure Zhongmu         | 2012 | działa       |
| Wilde Maus                                     | Wild Maus / Right             | Niemcy                       | Freizeit-Land Geiselwind            | 2012 | usunięta     |
| Sky Spin                                       | Spinning Coaster / SC 2000    | Niemcy                       | Skyline Park                        | 2013 | działa       |
| Insider                                        | Spinning Coaster / Compact    | Austria                      | Wiener Prater                       | 2013 | działa       |
| Undertow                                       | Spinning Coaster / SC 2000    | Stany Zjednoczone            | Santa Cruz Beach Boardwalk          | 2013 | działa       |
| Crazy Car                                      | X-Car / Launch Coaster        |                              | Happy Valley Hongshan               | 2013 | działa       |
| Terror Twister                                 | SkyLoop / XT 150              |                              | Nangtong Adventure Land             | 2013 | działa       |
| Marble Madness                                 | Wild Maus / Right             | Wielka Brytania              | Pleasurewood Hills                  | 2014 | działa       |
| Terror Twister                                 | SkyLoop / XT 150              |                              | Fantawild Dreamland Tong'an         | 2015 | działa       |
| Dragon Legend                                  | X-Car / Flying Launch Coaster |                              | Romon U-Park                        | 2015 | działa       |
| Dragon Flight                                  | Spinning Coaster / SC 3000    |                              | Eontime World                       | 2015 | usunięta     |
| Laff Trak                                      | Spinning Coaster / SC 2000    | Stany Zjednoczone            | Hersheypark                         | 2015 | działa       |
| Käpt'n Jack's Wilde Maus                       | Wild Maus / Right             | Niemcy                       | Eifelpark                           | 2017 | działa       |
| Sky Dragster                                   | Spike / Dragster              | Niemcy                       | Skyline Park                        | 2017 | działa       |
| Wilde Maus                                     | Wild Maus / Left              | Rosja                        | Anapa Park Jungle                   | 2018 | działa       |
| Desmo Race                                     | Spike / Racer                 | Włochy                       | Mirabilandia                        | 2019 | działa       |
| Phoenix                                        | Spinning Coaster / SC 2000    | Stany Zjednoczone            | Adventureland                       | 2019 | działa       |
| Alien Taxi                                     | Spinning Coaster / SC 2000    | Indonezja                    | Trans Studio Cibubur                | 2019 | działa       |
| ?                                              | Custom Looping Coaster        | Japonia                      | Rusutsu Resort                      | 2019 | usunięta     |
| Американська Гірка                             | Spinning Coaster / Custom     | Ukraina                      | Galaxy Парк Розваг                  | 2020 | działa       |
| Spinning Racer                                 | Spinning Coaster / SC 2000    | Wielka Brytania              | Fantasy Island                      | 2021 | usunięta     |
| Project Zero                                   | SkyLoop / XT 150              | Australia                    | Gumbuya World                       | 2022 | działa       |
| Now You See Me: High Roller                    | Spinning Coaster / SC 3000    | Zjednoczone Emiraty Arabskie | Motiogate                           | 2022 | działa       |
| Venus GP                                       | Custom Looping Coaster        | Japonia                      | Himeji Central Park                 | 2022 | działa       |
| Speedy Nuts                                    | Wild Maus / Left              | Francja                      | Papéa Parc                          | 2023 | działa       |
| Spinning Coaster                               | Spinning Coaster / SC 3000    | Indie                        | Wonderla Amusement Park Bhubaneswar | 2024 | działa       |
| ?                                              | Spinning Coaster / SC 3000    |                              | Sunac Cultural Tourism City         | 2024 | w budowie?   |
| ?                                              | Spike / Custom                |                              | Hi Space                            | 2025 | w budowie    |
| Sea Stallion                                   | Spike / Custom                | Arabia Saudyjska             | Six Flags Qiddiya                   | 2025 | w budowie    |

## Podwykonawstwo
Do 2025 roku firma Maurer Rides była także podwykonawcą 2 kolejek górskich innych producentów:
| Nazwa       | Producent       | Model                   | Park    | Park                    | Rok  | Status |
| ----------- | --------------- | ----------------------- | ------- | ----------------------- | ---- | ------ |
| G’sente Sau | Gerstlauer      | Bobsled Coaster / 480/4 | Niemcy  | Erlebnispark Tripsdrill | 1998 | działa |
| Шахта 1771  | ART Engineering | Family Coaster / 200m   | Ukraina | Дримвуд                 | 2018 | działa |